# Pniowiec
Pniowiec (deutsch: Pniowitz) ist ein Stadtbezirk und Stadtteil der oberschlesischen Stadt Tarnowskie Góry (Tarnowitz) im Powiat Tarnogórski (Kreis Tarnowitz) in der Woiwodschaft Schlesien. Der Ort wurde 1975 in die Stadt eingemeindet. Bis April 2003 hatte der Ort ein Schulzenamt.

## Geschichte

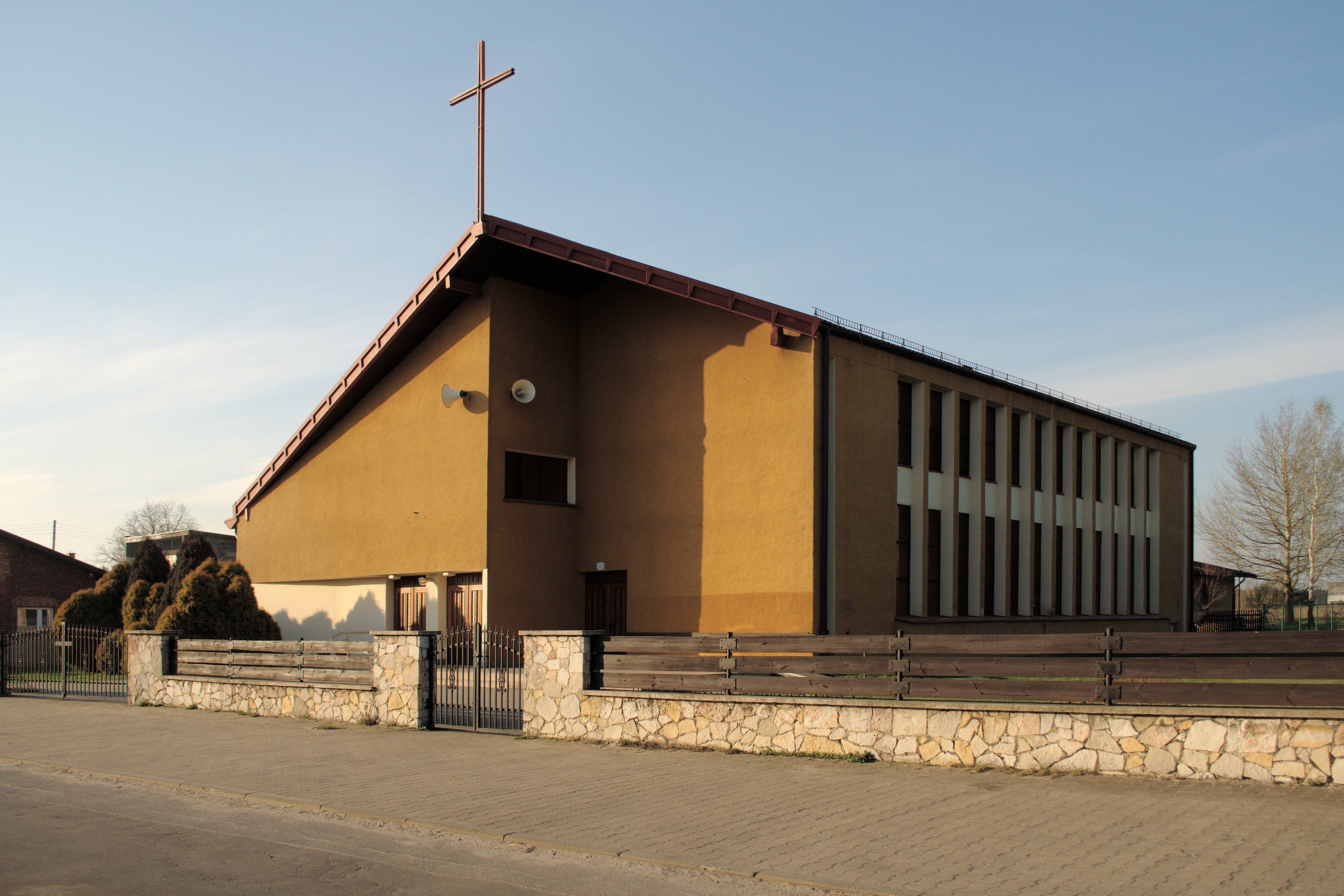
Katholische Kirche Unser Lieben Frauen

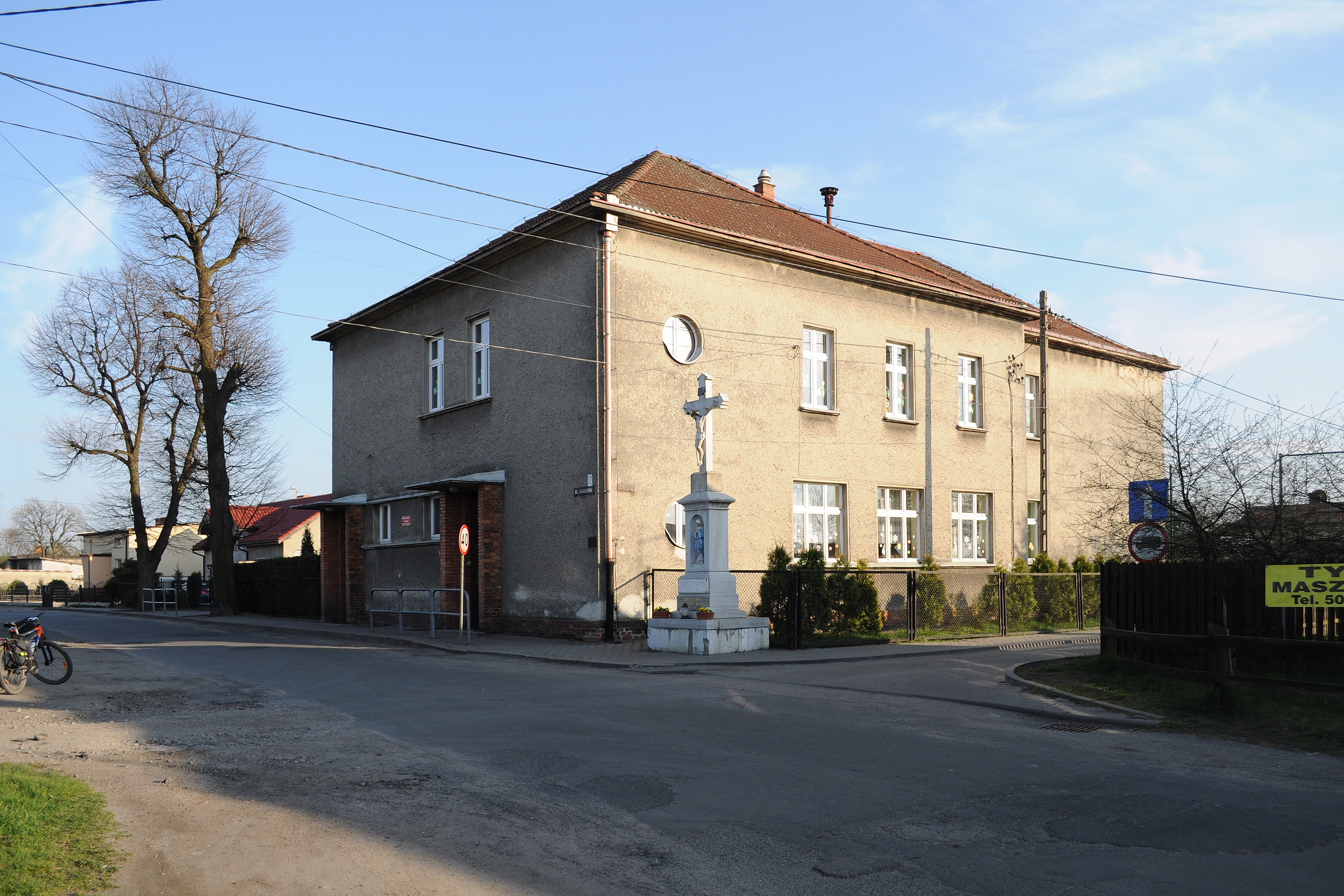
Zentrum mit Kindergarten und Schule

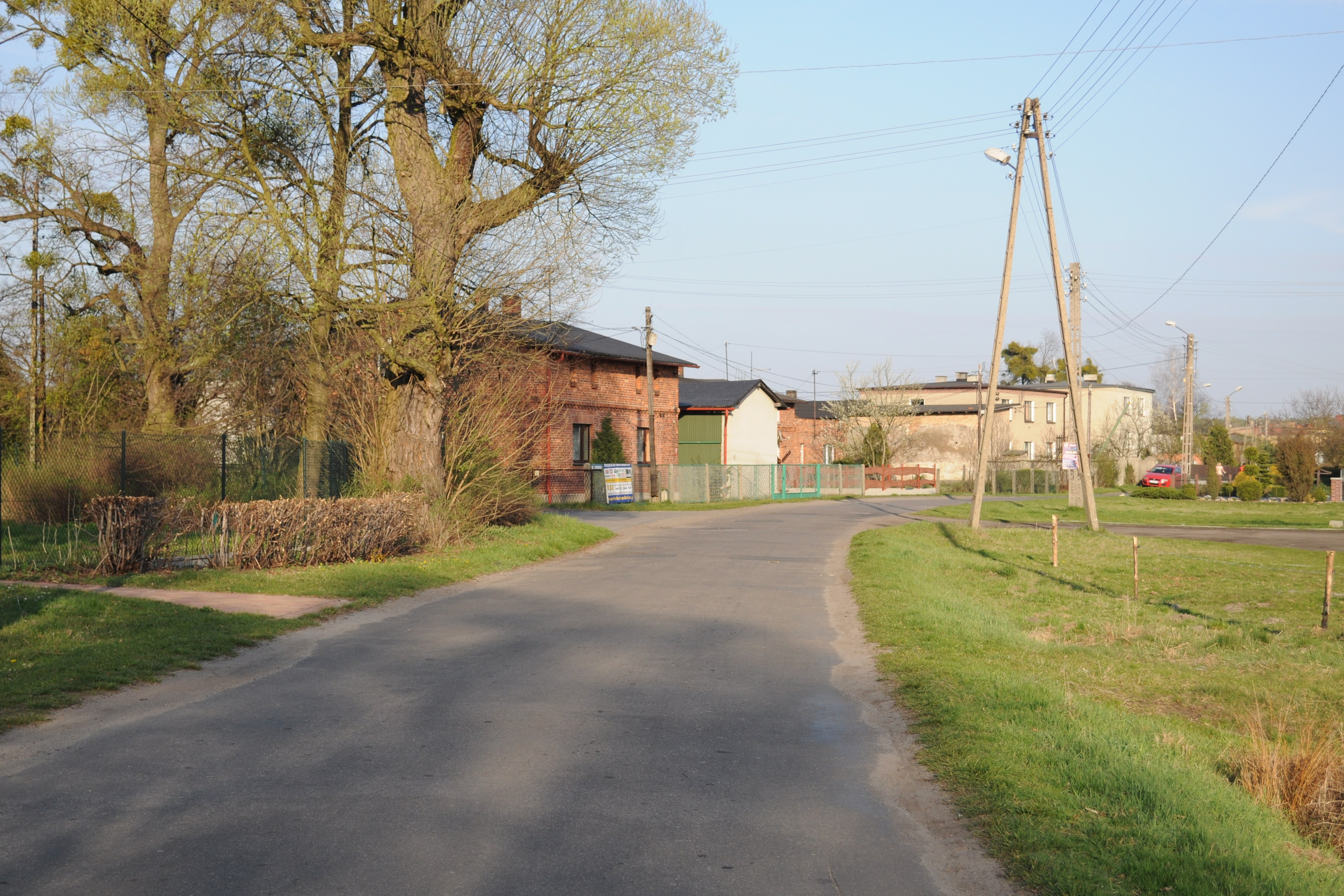
Ortsbild

Der Ort entstand spätestens im 15. Jahrhundert und wurde am 15. April 1415 erstmals urkundlich erwähnt.
1742 kam der Ort mit dem Großteil Schlesiens an Preußen. Der Ort wurde 1783 im Buch Beyträge zur Beschreibung von Schlesien als Pniowecz erwähnt und bestand aus zwei Anteilen und lag im Landkreis Beuthen der Standesherrschaft Beuthen. Damals hatte er zwei Mühlen, 88 Einwohner, zwölf Bauern und acht Gärtner. Ab 1813 gehörte der Ort zum Regierungsbezirk Oppeln. Im 19. Jahrhundert wurde der Ort als Groß Pniowitz bezeichnet. 1865 bestand Groß Pniowitz aus einem Dominialterrain und einem Rustikalterrain. Die Häuser des Dorfes befanden sich weit verteilt mitten im Wald. Der Ort hatte zu diesem Zeitpunkt sieben Bauern, neun Gärtner und sieben Häusler, sowie einen Kretscham (Gaststätte). Auch Sinti und Roma waren im Ort ansässig. Die Einwohner waren nach Alt Tarnowitz eingepfarrt und nach Piasetzna eingeschult. Das Dominialterrain gehörte zur Herrschaft Alt Tarnowitz.
Bei der Volksabstimmung in Oberschlesien am 20. März 1921 stimmten im Ort 144 Wahlberechtigte für einen Verbleib bei Deutschland und 396 für eine Zugehörigkeit zu Polen. Pniowitz kam nach der Teilung Oberschlesiens 1922 an Polen und wurde Teil der Woiwodschaft Schlesien. Der Ort wurde ins polnische Pniowiec umbenannt. Während der deutschen Besetzung von 1939 bis 1945 befand sich der Ort als Pniowitz im Landkreis Beuthen-Tarnowitz (Regierungsbezirk Kattowitz). Eine Umbenennung in Stockwalde O.S. war geplant, trat aber nicht mehr in Kraft.
1945 kam der Ort wieder an Polen und zur Woiwodschaft Schlesien und wurde ins polnische Pniowiec umbenannt. 1950 kam der Ort zur Woiwodschaft Kattowitz. Am 1. Januar 1973 wurde der Ort in die Stadt Strzybnica (Friedrichshütte) eingemeindet. Zusammen mit Strzybnica wurde der Ort am 22. Mai 1975 in die Stadt Tarnowskie Góry (Tarnowitz) eingemeindet. Am 25. September 1983 wurde die neu gebaute Kirche geweiht. 1999 kam der Ort zur neuen Woiwodschaft Schlesien. 2017 lebten etwa 1300 Einwohner im Ort.

## Sehenswürdigkeiten und Bauwerke
- Die moderne römisch-katholische Kirche Unser Lieben Frauen

## Bildung
Im Stadtteil gibt es ein Zentrum mit Kindergarten und Schule (Nr. 2).

## Wappen
Alte Siegel und Stempel und die moderne Variante des Wappens des Ortes zeigen einen goldenen Stamm eines gefällten Baumes auf blauem Feld, in dem eine silberne Axt mit goldenem Griff steckt. Das Wappen weist somit auf den damaligen forstwirtschaftlich geprägten Charakter des Ortes hin.